# West Ayton
West Ayton is een civil parish in het bestuurlijke gebied Scarborough, in het Engelse graafschap North Yorkshire met 881 inwoners.